# 便哈達三世
便哈達三世（？—前792年）是哈薛（Hazael）的兒子，並在他死後繼承亞蘭大馬士革王國的王位。他的繼承在《聖經》的〈列王紀下〉第十三章3節及24節有提及。歷史學家推斷，他於公元前796年到前792年在位，但具體的時間在不同的聖經考古學家之間還有爭議。
| 前任： 哈薛 | 亞蘭大馬士革國王 前796年～前792年 | 繼任： 未知 |